# 25. Panzer-Division
La 25. Panzer-Division (25ª divisione corazzata) fu una delle ultime divisioni di carri armati costituite dalla Wehrmacht nella seconda guerra mondiale, attiva dal 1942 al 1945.
Formata nel febbraio 1942 a Eberswalde, fu trasferita in Norvegia e successivamente in Danimarca, nell'agosto 1943, per disarmare l'esercito danese. Due mesi dopo era dislocata nel fronte orientale dove subì ingenti perdite nella ritirata verso l'Ucraina, tanto che venne rimandanta in Danimarca per un periodo di riorganizzazione nel maggio 1944, salvo poi ritornare in prima linea in Polonia, a settembre, da dove si ritirò nella Germania orientale per arrendersi.

## Storia

### Dalla nascita alla distruzione ad est
Costituita inizialmente il 25 febbraio 1942 a Eberswalde dal comando della Panzer-Brigade 8, il 1º aprile si trovava in Norvegia, a Jessheim (motivo per cui la 25ª panzer fu anche chiamata temporaneamente Kampfgruppe "Norwegen"), dove assorbì unità come il 214º battaglione corazzato e il 146º reggimento fanteria motorizzata; altro personale arrivò da tutto il paese scandinavo e per ottobre gli effettivi erano quelli teorici di una divisione corazzata, anche se la piena potenza fu raggiunta solo nel giugno 1943.
Il 21 agosto 1943 giunse l'ordine di trasferirsi in Francia, presso Lilla, per un periodo d'addestramento sotto il gruppo d'armate D. Verso la fine del mese alcuni reparti della 25. Panzer-Division parteciparono alle operazioni di disarmo delle forze armate danesi. Dopo altri cambi di organico fu inviata in Ucraina in seno al gruppo d'armate Sud, a dispetto dell'opposizione di Heinz Guderian, capo delle truppe corazzate. Alla fine di ottobre combatté sia in attacco che in difesa attorno Berdyčiv nell'ambito dalla controffensiva di Žitomir fino al gennaio 1944, quando fu costretta a ritirarsi fino a Kalinowka. A febbraio subì molte perdite e rimase attivo un solo kampfgruppe costituito da due compagnie corazzate, fanteria e artiglieria, che comunque fronteggiò l'Armata Rossa a Leopoli agli ordini del XXIV Panzer-Korps.
Il 15 aprile 1944 le malridotte unità della divisione vennero ritirate dal fronte per essere trasferite a Varde, in Danimarca, dove si procedette alla loro ricostituzione.

### La ricostituzione
Nuovi effettivi arrivarono nel maggio 1944 dalla 233ª divisione corazzata della riserva, poi, dopo ulteriori cambi di organico, andò in agosto a Wildflecken, in Germania, dove nel mese successivo fu chiamata a raggiungere la 9ª armata a Varsavia, in Polonia, per difendere i ponti sulla Vistola minacciati dai sovietici. Contribuì a liberare la testa di ponte nemica impostata a Serock, per poi entrare in azione il 16 settembre lungo le vie della capitale polacca. Alla fine del mese la divisione venne posta in riserva lungo il fiume Narew dove rimase, raggiunta da alcuni rinforzi, fino alla fine di novembre.
Alla fine del 1944 si trovava a Radom ma venne ritirata dalla prima linea per schierarsi a sud-ovest della testa di ponte di Warka come riserva operativa. Impegnata nel tentativo di contrastare l'operazione Vistola-Oder, già alla fine del gennaio 1945, dopo alcuni falliti contrattacchi che costarono pesanti perdite alla divisione contro l'11º Corpo carri della Guardia sovietico, dovette battere in ritirata verso Białobrzegi, sulla Pilica, e poi verso ovest fino all'Oder. Il 26 gennaio ciò che rimaneva della divisione venne aggregato al "gruppo Saucken" per combattere a Nowe Miasto indietreggiando fino a nord di Żagań. Seguì un trasferimento a nord di Stettino e a febbraio la 25. Panzer-Division si trovò impegnata a respingere i soldati di Stalin a Police, presso la foce dell'Oder. Su questo fiume registrò notevoli perdite che la riportarono alle dimensioni di un esiguo kampfgruppe.
Nonostante questo venne posta solo per poco tempo in riserva visto che ad aprile fu necessario spostarla a sud per supportare le difese di Poysdorf, Břeclav e Laa an der Thaya, per finire col riparare a České Budějovice. L'8 maggio 1945 i superstiti della 25ª divisione corazzata si arresero ai soldati statunitensi a Passavia, tuttavia alcuni di loro vennero consegnati all'Armata Rossa.

## Ordine di battaglia
Maggio 1942
- Stab (quartier generale - lo stesso della Panzer-Brigade 8)
- 214. Panzer-Abteilung (214º battaglione corazzato)
  - 514. Panzerjäger-Kompanie (514ª compagnia cacciacarri)
- 146. Schützen-Regiment (146º reggimento fanteria meccanizzata)
  - Kradschützen-Bataillon I (1º battaglione motociclisti)
  - Kradschützen-Bataillon II
  - Kradschützen-Bataillon III
- 91. Batterie 10 cm Kanone (Mot) (91ª batteria cannoni da 10 cm - poi 91. Artillerie-Abteilung)

15 giugno 1943
- Stab
- 146. Panzergrenadier-Regiment (146º reggimento panzergrenadier)
- 147. Panzergrenadier-Regiment
- 9. Panzer-Regiment (9º reggimento corazzato)
- 87. Kradschützen-Bataillon
- 91. Artillerie-Regiment (91º reggimento artiglieria)
- 87. Panzerjäger-Abteilung
- 87. Pionier-Bataillon (87º battaglione del genio militare)
- 87. Panzer-Nachrichten-Abteilung (87º battaglione comunicazioni corazzato)
- Unità di servizi e supporto

1944
- Stab
- 146. Panzergrenadier-Regiment
- 147. Panzergrenadier-Regiment
- 25. Panzer-Aufklärungs-Abteilung (25º battaglione ricognizione corazzato)
- 9. Panzer-Regiment
- 91. Panzer-Artillerie-Regiment
- 279. Heeres-Flak-Abteilung (279º distaccamento FlaK dell'esercito)
- Unità di servizi e supporto

N.B. dati tratti da:

## Decorazioni
7 soldati della 25. Panzer-Division si meritarono la Croce Tedesca d'oro, 5 la Spilla d'Onore dell'esercito e 4 la Croce di Cavaliere della Croce di Ferro.

## Comandanti
| Nome             | Grado           | Inizio           | Fine             | Note                                                                    |
| Johann Haarde    | Generalleutnant | 20 febbraio 1942 | 31 dicembre 1942 |                                                                         |
| Adolf von Schell | Generalleutnant | 1º gennaio 1943  | 15 novembre 1943 | Lasciò il comando per malattia                                          |
| Georg Jauer      | Generalleutnant | 15 novembre 1943 | 20 novembre 1943 | Durante lo stesso periodo comandò anche la 20. Panzergrenadier-Division |
| Hans Tröger      | Generalmajor    | 20 novembre 1943 | 9 febbraio 1944  |                                                                         |
| Kurt Truehaupt   | Oberst          | 10 febbraio 1944 | 31 maggio 1944   |                                                                         |
| Oswin Grolig     | Generalmajor    | 1º giugno 1944   | 18 agosto 1944   |                                                                         |
| Oskar Audörsch   | Oberst          | 19 agosto 1944   | 8 novembre 1944  |                                                                         |
| Oskar Audörsch   | Generalmajor    | 9 novembre 1944  | 8 maggio 1945    |                                                                         |

Dati tratti da: